# فيكتور كول
فيكتور كول (بالروسية: Виктор Коул)‏ هو لاعب كرة قاعدة روسي، ولد في 23 يناير 1968 في سانت بطرسبرغ في روسيا.

## وصلات خارجية
- فيكتور كول على موقعبيزبول رفرنس.كوم (الدوري الرئيسي) (الإنجليزية)
- فيكتور كول على موقعبيزبول رفرنس.كوم (الدوري الثانوي) (الإنجليزية)